# Qufu Lu
Qufu Lu (chiń. 曲阜路站) – stacja początkowa metra w Szanghaju, na linii 8. Zlokalizowana jest pomiędzy stacjami Zhongxing Lu i Renmin Guangchang. Została otwarta 29 grudnia 2007.